# Henri Maisse
Henri Joseph Laurent Maisse (Herstal, 3 mei 1909 - Luik, 24 maart 1978) was een Belgisch politicus voor de PLP. Hij was onder meer minister.

## Levensloop
Maisse promoveerde tot doctor in de rechten aan de Universiteit van Luik en werd beroepshalve advocaat. Hij was gemeenteraadslid van Luik van 1958 tot 1961.
In 1961 werd hij voor de PLP verkozen in de Senaat als rechtstreeks gekozen senator voor het arrondissement Luik. Hij vervulde dit mandaat tot in 1971. Hij werd vervolgens gecoöpteerd senator tot aan zijn ontslag in 1973.
Bovendien was hij van 1966 tot 1968 minister-staatssecretaris voor PTT.

## Bron
- VAN MOLLE, P., Het Belgisch Parlement 1894-1972, Antwerpen, 1972.